# Generalkaptenskapet Santo Domingo
Generalkaptenskapet Santo Domingo (spanska: Capitanía General de Santo Domingo) var den första spanska besittningen i Nya världen, och vad som senare kom att bli Dominikanska republiken. Ursprungligen kallades besittningen "La Española", och organiserades som Real Audiencia de Santo Domingo 1511. Efter åratal av kamp mot fransmännen behöll spanjorerna permanent kontroll av öns östra två tredjedelar. Området spelade en viktig roll för skapandet av spanska besittningar i Nya världen under de spanska conquistadorernas erövring av Amerika. Det var en del av vicekungadömet Nya Spanien.